# Hypocrita temperata
Hypocrita temperata är en fjärilsart som beskrevs av Walker 1856. Hypocrita temperata ingår i släktet Hypocrita och familjen björnspinnare. Inga underarter finns listade i Catalogue of Life.